# バノック

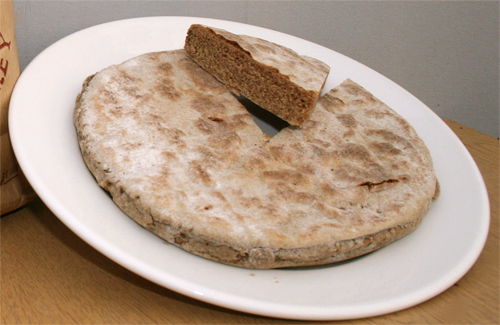
スコットランド、オークニーの伝統的な六条大麦（beremeal）のバノック。切り分けられた一片はスコーンと呼ばれる。

バノック（英: Bannock）は、多種多様にある大きく平らな速成パン（クイックブレッドなどとも称される）の一つである。この名称は穀物を調理して作られる大径で円形の食品を指す場合にも使用される。円形のバノックを楔形に切り分けた場合、楔形のバノックを「スコーン」と呼ぶことがある。スコットランドでは「バノック」と「スコーン」という2つの用語は同じ物を指す場合がある。

## スコットランド
「バノック」はケルトに起源を持つ古英語の言葉である。オックスフォード英語辞典は、焼いたものを意味するラテン語: "panicium"、又はパンを意味するラテン語: "panis"から派生した言葉であると説明している。この言葉が最初に引用されたのは1000年のことで、最初に定義付けられたのは1562年であった。歴史的には主にアイルランド、スコットランド、北イングランド（Northern England）で使用されてきた言葉である。スコットランドの詩人ロバート・バーンズは「Epistle to James Tennant of Glenconner」内でアレクサンダー・テナント（Alexander Tennant）に関してバノックを引き合いに出している。
元々バノックは、種を加えない大麦やオートミールのパン生地を円形や楕円形に成形した後でグリドル（griddle, スコットランド語では「greideal」）の上で焼いた重く平たいパンである。北スコットランドでは19世紀以前はバノックをバノック・ステイン（Stane、スコットランド語で石の意）という大きく平らな円形の砂岩を直接火の上に掛けてその表面で調理していた。現代のバノックのほとんどは、ベーキングパウダーやベーキングソーダを膨張剤として加え、軽く、気泡を含んだ生地を使う。
材料が小麦粉かひき割り殻粉か、パン種を加えるか加えないか、何か特別なものを混ぜ入れるかどうか、どのように焼くのか調理するのか、それが使用される儀式や祭典の名称といった様々な要素によりバノックに類似したものには、それぞれ異なる名称が付けられ区別されている。歴史的にはゲール人（Gaels）は、春（2月1日）に聖ブリギッドのバノック、夏（5月1日）にベルテーン（Béaltaine）のバノック、秋の収穫（8月1日）にルーナサ（Lughnasadh）かラマス（Lammas）のバノック、冬（10月の終わり）にサウィン（Samhain）のバノックといった季節の変わり目を祭る儀式で、特製のバノックを用いた。その他スコットランド人やゲール人の特製バノックには、六条大麦（beremeal）のバノック、婚礼のバノック、鱈のレバーのバノック、嘆きのバノック（cryin' bannock）、フォーレイド（fallaid）のバノック、横笛（fife）のバノック、ホグマネイ（Hogmanay）のバノック、マリマス（Marymas）のバノック、マシュラム（mashlum）のバノック、ミカエルマス（Michaelmas）のバノック、エンドウ豆のバノック、ピトケイスリー（Pitcaithly）のバノック、塩のバノック、ソーティ（sautie）のバノック、ヨウシュツルキンバイのバノック、聖コルンバのバノック、歯牙（teethin'）のバノック、イェットホルム（Yetholm）のバノックやユールのバノックといったものがある。
広く知られているスコットランドのバノックは、小麦粉から作られ、非常に多量のレーズンが入るふわふわでバターがたっぷり入り、フルーツケーキと比べられることがある「セルカーク・バノック」（Selkirk Bannock）である。このバノックを最初に作ったとされるのはロビー・ダグラス（Robbie Douglas）というパン屋で、1859年にセルカーク（Selkirk）で自分の店を開いた。ヴィクトリア女王がアボッツフォード（Abbotsford）にいるウォルター・スコット卿の孫娘を訪問したときにセルカーク・バノックを添えたお茶を飲んだと云われており、この話がセルカーク・バノックの名声を永遠のものとした。現在セルカーク・バノックは英国中で一般的なものとなり、ほとんどの大きなスーパーマーケットで見つけることができる。

## 北アメリカの先住民族

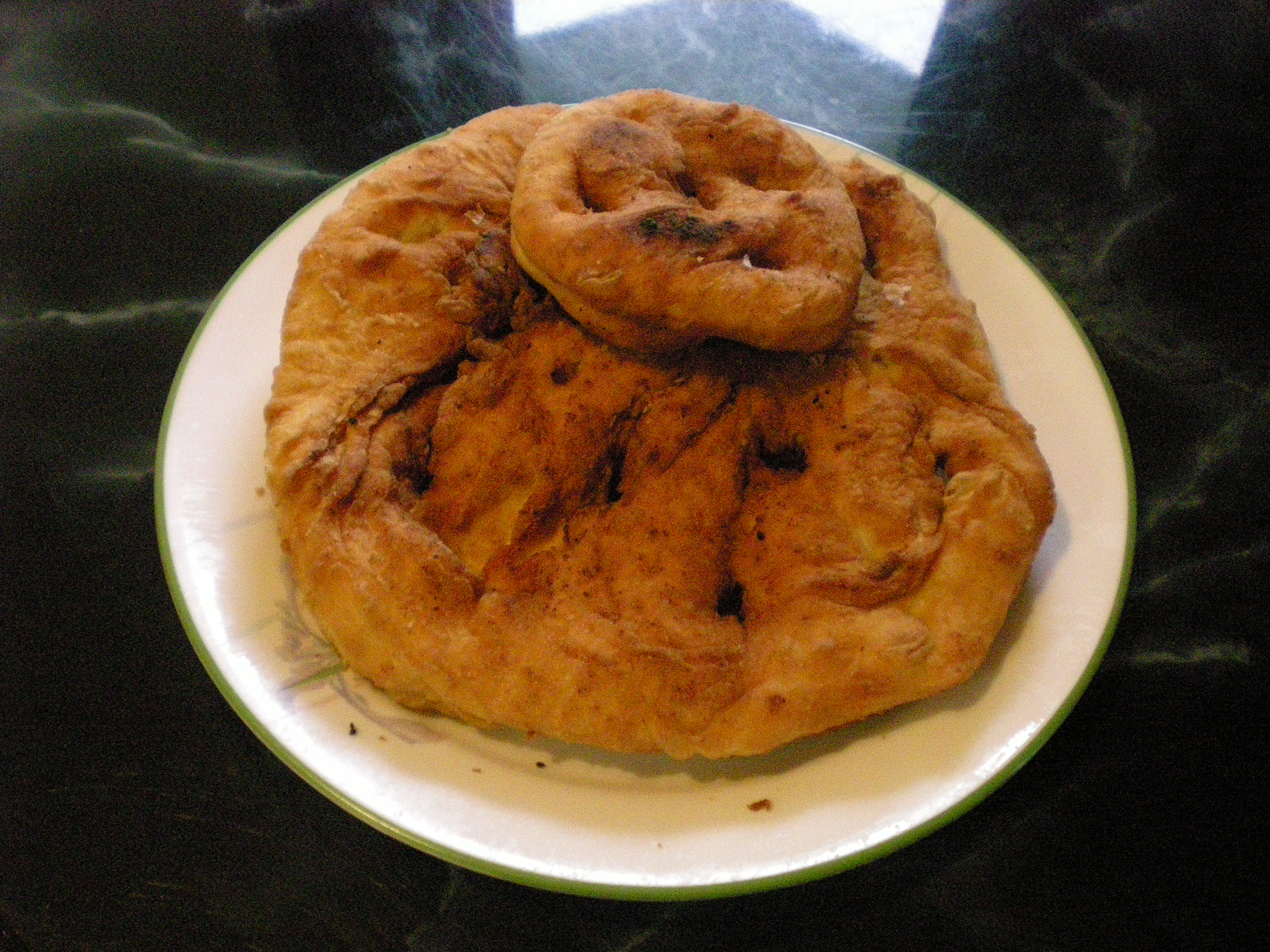
イヌイットのバノック

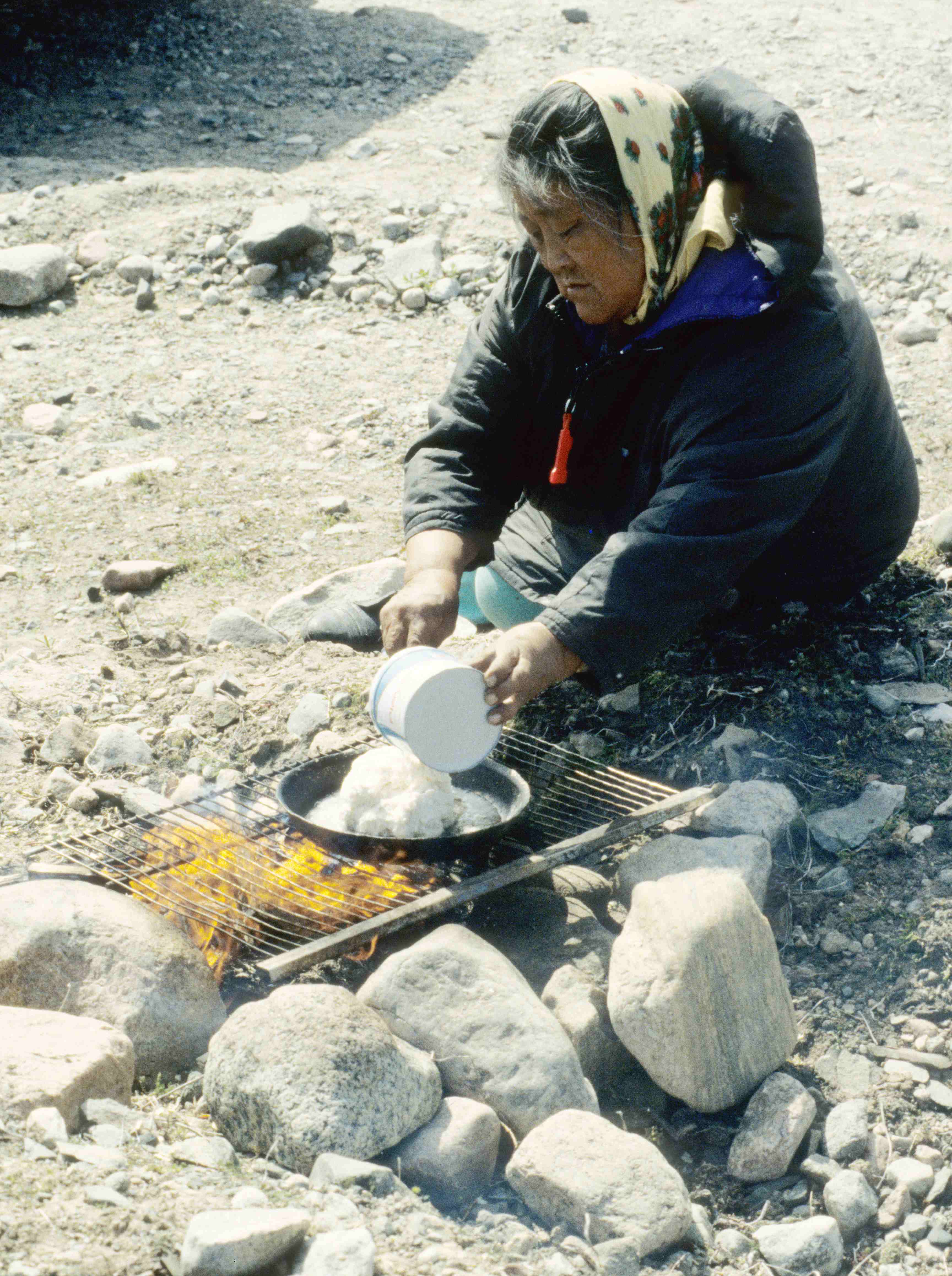
バノックを調理するイヌークの女性

揚げパン（frybread）やインディアン・ブレッドとして知られるバノックは、カナダやアラスカのイヌイット/ エスキモー、その他のアラスカ先住民族（Alaska Natives）、カナダのその他のファースト・ネーション、米国の先住民族やメティといった先住民族の料理（native cuisine）の中に幅広く見られる。
北アメリカの先住民族が作るバノックは、一般的に精白か全粒の小麦粉、ベーキングパウダーと水を混ぜ、捏ねて（スパイス、ドライフルーツやその他の風味付けの品を追加する場合もある）から、溶かした獣脂、植物油（vegetable oil）やショートニングで揚げるか、オーブンの中で焼くか、焚き木の上で調理される。
植物の根や樹液（sap）から作った粉や膨張剤といった手近に入手できる材料を使用する種類のバノックは、大陸の外から来た者と接触する以前から北アメリカの先住民族により作られていたと思われる。幾つかの情報は、フォート・サムナー（Fort Sumner）に隔離されたナバホ族が作った19世紀までは北アメリカでバノックは知られていなかったことを示しており、他方ではバノックはスコットランドから伝わってきたという情報もある。

## チベット
バレ（Balep korkun）はフライパンを使用して大麦粉から作られるチベット料理のバノックである。